# Memoriał Andrzeja Trochanowskiego
Memoriał Andrzeja Trochanowskiego – jednodniowy wyścig kolarski poświęcony pamięci Andrzeja Trochanowskiego, rozgrywany corocznie od 1989 w Polsce, najczęściej w województwie mazowieckim. Od 2005 należy do cyklu UCI Europe Tour.
Pierwsza edycja odbyła się w 1989 w Warszawie w formule wyścigu jednodniowego w celu upamiętnienia zmarłego rok wcześniej Andrzeja Trochanowskiego. W kolejnych latach impreza odbywała się corocznie w różnych miejscowościach województwa mazowieckiego (między innymi w Wyszkowie, Legionowie czy Piastowie), sporadycznie w innych lokalizacjach (Kazimierz Dolny w województwie lubelskim). Wyścig przyjmował w tym czasie najczęściej formę kryterium ulicznego, rozgrywanego z reguły w obsadzie międzynarodowej. Od 2000 wyścig przyjął formę rywalizacji jednodniowej odbywającej się corocznie na trasach wokół Baboszewa na początku maja – w latach 2000–2004 znalazł się w kalendarzu UCI z kategorią 1.5, a od 2005 należy do cyklu UCI Europe Tour z kategorią 1.2.
Edycja z 2020 została odwołana ze względu na pandemię COVID-19 w Polsce. Z tego samego powodu nie odbyła się edycja z 2021.

## Zwycięzcy
Opracowano na podstawie:
| Rok  | Pierwsze             | Drugie                | Trzecie                |
| ---- | -------------------- | --------------------- | ---------------------- |
| 1989 | Stanisław Trzeciak   | Adam Szafron          | Józef Grochała         |
| 1990 | Robert Grzechnik     | Sławomir Krawczyk     | Saulius Šarkauskas     |
| 1991 | Grzegorz Gronkiewicz | Zbigniew Ludwiniak    | Tomáš Sedláček         |
| 1992 | Piotr Chmielewski    | Jarosław Chojnacki    | Przemysław Mikołajczyk |
| 1993 | Anatolij Czubar      | Krzysztof Szafrański  |                        |
| 1994 | Igor Czuchlanczew    | Piotr Zaradny         | Szczepan Gurdała       |
| 1995 | Paweł Niedźwiecki    | Zenon Jaskuła         | Dariusz Baranowski     |
| 1996 | Raimondas Rumšas     | Zbigniew Piątek       | Piotr Wadecki          |
| 1997 | Grzegorz Wajs        | Radosław Romanik      | Grzegorz Gronkiewicz   |
| 1998 | Marek Wrona          | Grzegorz Gronkiewicz  | Jarosław Rębiewski     |
| 1999 | Aleksiej Nakaznyj    | Bartłomiej Ksobiak    | Wołodymyr Sawczenko    |
| 2000 | Piotr Chmielewski    | Marcin Lewandowski    | Sławomir Chrzanowski   |
| 2001 | Adam Wadecki         | Robert Radosz         | Grzegorz Gronkiewicz   |
| 2002 | Bohdan Bondarew      | Hubert Nowak          | Chris Fisher           |
| 2003 | Paweł Szaniawski     | Marcin Sapa           | Ołeksandr Kłymenko     |
| 2004 | Mariusz Witecki      | Sebastian Jezierski   | Dariusz Skoczylas      |
| 2005 | František Raboň      | Piotr Zaradny         | Sebastian Jezierski    |
| 2006 | Piotr Chmielewski    | Marcin Sapa           | Maroš Kováč            |
| 2007 | Tomasz Lisowicz      | Piotr Zaradny         | Łukasz Podolski        |
| 2008 | Tomasz Kiendyś       | Artur Detko           | Pavel Zitta            |
| 2009 | Mateusz Taciak       | Tomasz Kiendyś        | Dariusz Rudnicki       |
| 2010 | André Schulze        | Adam Wadecki          | Krzysztof Jeżowski     |
| 2011 | André Schulze        | Krzysztof Jeżowski    | Marek Cichosz          |
| 2012 | Tomasz Smoleń        | Andrzej Bartkiewicz   | Sylwester Janiszewski  |
| 2013 | Konrad Dąbkowski     | Grzegorz Stępniak     | Dzmitryj Surawiec      |
| 2014 | Kamil Gradek         | Kamil Zieliński       | Łukasz Bodnar          |
| 2015 | Mateusz Nowak        | Paweł Franczak        | Kacper Gronkiewicz     |
| 2016 | Alois Kaňkovský      | Adrian Tekliński      | Błażej Janiaczyk       |
| 2017 | Alois Kaňkovský      | Grzegorz Stępniak     | Eryk Latoń             |
| 2018 | Alois Kaňkovský      | Sylwester Janiszewski | Paweł Franczak         |
| 2019 | Alois Kaňkovský      | Maciej Paterski       | František Sisr         |
| 2022 | Tobias Nolde         | Tim Bierkens          | Mārtiņš Pluto          |
| 2023 | Itamar Einhorn       | Stanisław Aniołkowski | Norbert Banaszek       |
| 2024 | Norbert Banaszek     | Magnus Bak Klaris     | Bartłomiej Proć        |